# Nordische Skiweltmeisterschaften 2009/Teilnehmer
Diese Seite zeigt alle Teilnehmer der Nordischen Skiweltmeisterschaft 2009.
Gemeldete Sportler, die doch nicht starteten, sind mit DNS (=Did not start) gekennzeichnet.

## Algerien
| Langlauf Noureddine Maurice Bentoumi |

## Andorra
| Langlauf Francesc Soulié |

## Argentinien
| Langlauf Carlos Lannes |

## Armenien
| Langlauf Kristine Chatschatrjan Argam Grigorjan Sergej Mikajeljan Tadeos Poghosjan Howhannes Sargsjan |

## Australien
| Langlauf Esther Bottomley Chris Darlington Nick Grimmer Andrew Mock Paul Murray Mark Raymond Ben Sim Mark Van Der Ploeg Aimee Watson Callum Watson Andrew Wynd |

## Belgien
| Langlauf Stephan Langer Thorsten Langer |

## Bermuda
| Langlauf Tucker Murphy |

## Bosnien und Herzegowina
| Langlauf Tanja Karišik Velibor Lizdek Njegoš Perišić Mladen Plakalović Mladen Starčević |

## Brasilien
| Langlauf Hélio Freitas Jaqueline Mourão Mirlene Picin Leandro Ribela |

## Bulgarien
| Langlauf Iwan Burgow Antonija Grigorowa Teodora Maltschewa Wesselin Zinsow Ljuben Welitschkow |  | Skispringen Wladimir Sografski |

## Volksrepublik China
| Langlauf Song Bo Yingcui E Li Hongxue Li Xin Man Dandan Xu Wenlong |

## Dänemark
| Langlauf Trøls Buenger Asger Fischer Mølgård Ulrich Ghisler Lasse Mølgård Jonas Thor Olsen Øystein Slettemark Sebastian Sørensen |

## Deutschland
| Langlauf Tobias Angerer Silber Teamsprint, Bronze 50 km, Silber Staffel Stefanie Böhler Nicole Fessel Jens Filbrich Silber Staffel Franz Göring Silber Staffel Miriam Gössner Silber Staffel Manuela Henkel Claudia Nystad Silber Staffel Tom Reichelt Evi Sachenbacher-Stehle Silber Staffel René Sommerfeldt Axel Teichmann Silber Teamsprint, Silber Staffel Josef Wenzl Katrin Zeller Silber Staffel | Nordische Kombination Ronny Ackermann Silber Team Tino Edelmann Silber Massenstart, Silber Team Eric Frenzel Silber Team Sebastian Haseney Björn Kircheisen Silber Großschanze / 10 km, Silber Team | Skispringen Ulrike Gräßler Silber Normalschanze Anna Häfele Stephan Hocke Jenna Mohr Michael Neumayer Martin Schmitt Silber Großschanze Magdalena Schnurr Michael Uhrmann |

## Estland
| Langlauf Anti Saarepuu Peeter Kümmel Timo Simonlatser Priit Narusk Aivar Rehemaa Andrus Veerpalu Gold 15 km Jaak Mae Aivar Rehemaa Algo Kärp Kaspar Kokk Kaija Udras Laura Rohtla Tatjana Mannima Kaili Sirge Triin Ojaste | Nordische Kombination Aldo Leetoja Kaarel Nurmsalu Kail Piho Karl-August Tiirmaa | Skispringen Illimar Pärn |

## Finnland
| Langlauf Matti Heikkinen Bronze 15 km, Bronze Staffel Sami Jauhojärvi Bronze Teamsprint, Bronze Staffel Martti Jylhä Teemu Kattilakoski Bronze Staffel Virpi Kuitunen Gold Teamsprint, Gold Staffel Krista Lähteenmäki Juha Lallukka Kalle Lassila Pirjo Muranen Bronze Sprint, Gold Staffel Ville Nousiainen Bronze Teamsprint, Bronze Staffel Kirsi Perälä Riitta-Liisa Roponen Gold Staffel Aino-Kaisa Saarinen Gold Teamsprint, Gold 10 km, Bronze Verfolgung, Gold Staffel Riikka Sarasoja Matias Strandvall | Nordische Kombination Lauri Asikainen Jim Härtull Anssi Koivuranta Janne Ryynänen Jaakko Tallus | Skispringen Matti Hautamäki Kalle Keituri Julia Kykkänen Ville Larinto Harri Olli |

## Frankreich
| Langlauf Damien Ambrosetti Laure Barthélémy Célia Bourgeois Élodie Bourgeois-Pin Aurore Cuinet Roddy Darragon Jean-Marc Gaillard Coraline Hugue Emmanuel Jonnier Maurice Manificat Cyril Miranda Christophe Perrillat Karine Laurent Philippot Alexandre Rousselet Cécile Storti Vincent Vittoz Caroline Weibel | Nordische Kombination François Braud Jason Lamy Chappuis Bronze Großschanze / 10 km, Bronze Massenstart Jonathan Félisaz Sébastien Lacroix Maxime Laheurte | Skispringen Emmanuel Chedal Vincent Descombes Sevoie Caroline Espiau David Lazzaroni Alexandre Mabboux Coline Mattel |

## Griechenland
| Langlauf Athanassios Barbagiannis Maria Danou Lefteris Fafalis (DNS) Alexis Gkounko Dimitrios Kappas Georgios Nakas |

## Indien
| Langlauf Angchok Dorji Tashi Lundup Bhuwneshwari Thakur |

## Iran
| Langlauf Seyed Mostafa Mirhashemi Hossein Savehshemshaki Seyed Sattar Seyd |

## Irland
| Langlauf Iain Ballentine Peter-James Barron Paul Griffin Connor Brian McLaughlin |

## Israel
| Langlauf Daniel Kuzmin |

## Italien
| Langlauf Elisa Brocard Veronica Cavallar Valerio Checchi Roland Clara Antonella Confortola Giorgio Di Centa Bronze Verfolgung Arianna Follis Gold Sprint, Bronze Teamsprint Magda Genuin Giovanni Gullo David Hofer Marianna Longa Bronze Teamsprint, Silber 10 km Karin Moroder Fabio Pasini Renato Pasini Pietro Piller Cottrer Fulvio Scola Sabina Valbusa Cristian Zorzi | Nordische Kombination Armin Bauer Davide Bresadola Giuseppe Michielli Daniele Munari Alessandro Pittin Lukas Runggaldier | Skispringen Sebastian Colloredo Alessio De Crignis Roberto Dellasega Lisa Demetz Evelyn Insam Andrea Morassi Elena Runggaldier Barbara Stuffer |

## Japan
| Langlauf Nobuko Fukuda Shōhei Honda Masako Ishida Michiko Kashiwabara Madoka Natsumi Yūichi Onda | Nordische Kombination Taihei Katō Gold Team Norihito Kobayashi Gold Team Yūsuke Minato Gold Team Daito Takahashi Akito Watabe Gold Team | Skispringen Daiki Itō Bronze Team Yūki Itō Noriaki Kasai Bronze Team Takanobu Okabe Bronze Team Ayuka Takeda Shōhei Tochimoto Bronze Team Ayumi Watase Izumi Yamada Fumihisa Yumoto |

## Kanada
| Langlauf Iwan Babikow Christopher Butler Sean Crooks Daria Gaiazova George Grey Alex Harvey Perianne Jones Devon Kershaw Sara Renner Shayla Swanson Philip Widmer | Nordische Kombination Jason Myslicki Wesley Savill | Skispringen MacKenzie Boyd-Clowes Nata De Leeuw Stefan Read Atsuko Tanaka (DNS) Katie Willis |

## Kasachstan
| Langlauf Jelena Antonowa Sergei Tscherepanow Andrei Golowko Oxana Jatskaja Elena Kolomina Swetlana Malachowa-Schischkina Alexandr Ossipow Alexei Poltoranin Tatjana Roschina Nikolai Tschebotko Dina Ussina Jewgeni Welitschko | Nordische Kombination Timur Iglikov Wladimir Poluschin Sergey Sharabaev Konstantin Sokolenko | Skispringen Iwan Karaulow Anatoli Karpenko Nikolai Karpenko Alexei Koroljow Radik Schaparow |

## Kenia
| Langlauf Philip Boit |

## Kirgisistan
| Langlauf Olga Reschetkowa Artem Rojin Julia Zamyatina |

## Kroatien
| Langlauf Andrej Burić Filip Kontak Vedrana Malec |

## Lettland
| Langlauf Anete Brice Aigars Kalnups Arvis Liepiņš Oļegs Maļuhins Jānis Paipals Jānis Teteris |

## Litauen
| Langlauf Aleksejus Novoselskis Mantas Strolia Irina Terentjeva Modestas Vaičiulis |

## Luxemburg
| Langlauf Kari Peters |

## Mazedonien
| Langlauf Sote Andreski Ana Angelova Darko Damjanovski Vlatko Filipov Gjorgji Icoski Rosana Kiroska Ljube Markoski Dejan Stojanoski |

## Moldawien
| Langlauf Sergiu Balan Alexandra Camenșcic Victor Pînzaru |

## Mongolei
| Langlauf Tschinbatyn Otgontsetseg Chürelbaataryn Chasch-Erdene Erdene-Otschiryn Otschirsüren Tömöriin Dordschgotow |

## Nepal
| Langlauf Dachhiri Dawa Sherpa |

## Neuseeland
| Langlauf Nat Anglem Katherine Calder Benjamin Keith Falconer Andrea Fancy |

## Niederlande
|  |  | Skispringen Lara Thomae Wendy Vuik |

## Norwegen
| Langlauf Marit Bjørgen Celine Brun-Lie Maiken Caspersen Falla John Kristian Dahl Tord Asle Gjerdalen Ola Vigen Hattestad Gold Sprint, Gold Teamsprint Tor Arne Hetland Odd-Bjørn Hjelmeset Gold Staffel Tore Ruud Hofstad Gold Staffel Astrid Jacobsen Therese Johaug Martin Johnsrud Sundby Johan Kjølstad Silber Sprint, Gold Teamsprint Marthe Kristoffersen Petter Northug Gold 50 km, Gold Verfolgung, Gold Staffel Ingvild Flugstad Østberg Eldar Rønning Gold Staffel Jens Arne Svartedal Kristin Størmer Steira Silber Verfolgung | Nordische Kombination Mikko Kokslien Bronze Team Magnus MoanBronze Team Espen Rian Jan Schmid Silber Normalschanze / 10 km, Bronze Team Petter Tande Bronze Team | Skispringen Anders Bardal Silber Team Johan Remen Evensen Silber Team Tom Hilde Silber Team Anders Jacobsen Bronze Großschanze, Silber Team Line Jahr Maren Lundby Helena Olsson Smeby Anette Sagen Bronze Normalschanze |

## Österreich
| Langlauf Manuel Hirner Christian Hoffmann Kateřina Smutná Martin Stockinger Harald Wurm | Nordische Kombination Christoph Bieler Wilhelm Denifl Bernhard Gruber Lukas Klapfer Marco Pichlmayer Mario Stecher | Skispringen Daniela Iraschko Martin Koch Gold Team Wolfgang Loitzl Gold Normalschanze, Gold Team Thomas Morgenstern Gold Team Gregor Schlierenzauer Silber Normalschanze, Gold Team Jacqueline Seifriedsberger |

## Peru
| Langlauf Roberto Carcelén |

## Polen
| Langlauf Martyna Galewicz Sylwia Jaśkowiec Justyna Kowalczyk Bronze 10 km, Gold 30 km, Gold Verfolgung Maciej Kreczmer Janusz Krężelok Paulina Maciuszek Kornelia Marek |  | Skispringen Stefan Hula Adam Małysz Łukasz Rutkowski Rafał Śliż Kamil Stoch |

## Portugal
| Langlauf Danny Silva |

## Rumänien
| Langlauf Monika György Paul Constantin Pepene |  | Skispringen Szilveszter Kozma (DNS) Remus Tudor (DNS) |

## Russland
| Langlauf Iwan Artejew Jewgeni Dementjew Anton Gafarow Tatjana Jambajewa Natalja Korosteljowa Nikita Krjukow Alexander Kusnezow Alexander Legkow Natalja Matwejewa Jewgenija Medwedewa-Arbusowa Silber 30 km Nikolai Morilow Bronze Sprint Natalja Naryschkina Sergei Nowikow Andrei Parfjonow Alexei Petuchow Langlauf Wassili Rotschew Olga Rotschewa Olga Sawjalowa Jewgenija Schapowalowa Aljona Sidko Olga Tjagai Julija Tschepalowa Maxim Wylegschanin Silber 50 km | Nordische Kombination Anton Kamenew Sergei Maslennikow Nijas Nabejew Iwan Panin Konstantin Woronin | Skispringen Dmitri Ipatow Pawel Karelin Denis Kornilow Ilja Rosljakow Dmitri Wassiljew |

## Schweden
| Langlauf Lina Andersson Silber Teamsprint, Bronze Staffel Hanna Brodin Christoph Eigenmann Mathias Fredriksson Thobias Fredriksson Anna Haag Bronze Staffel Marcus Hellner Ida Ingemarsdotter Emil Jönsson Charlotte Kalla Bronze Staffel Mats Larsson Björn Lind Britta Johansson Norgren Bronze Staffel Anna Olsson Silber Teamsprint Johan Olsson Daniel Richardsson Maria Rydqvist Anders Södergren Silber Verfolgung |  | Skispringen Andreas Arén Johan Eriksson |

## Schweiz
| Langlauf Reto Burgermeister Dario Cologna Remo Fischer Martin Jäger Valerio Leccardi Toni Livers Seraina Mischol Curdin Perl Eligius Tambornino | Nordische Kombination Joel Bieri Ronny Heer Tim Hug Seppi Hurschler | Skispringen Simon Ammann Bronze Normalschanze Andreas Küttel Gold Großschanze Bigna Windmüller |

## Serbien
| Langlauf Sanjin Dizdarevic Amar Garibovic Belma Šmrković Rejhan Šmrković |

## Slowakei
| Langlauf Martin Bajčičák Ivan Bátory Vesna Fabjan Katarína Garajová Katarina Johansen Michal Malák Alena Procházková Davorín Škvaridlo | Nordische Kombination Robert Kartik | Skispringen Tomáš Zmoray |

## Slowenien
| Langlauf Maja Benedičič Vesna Fabjan Barbara Jezeršek Petra Majdič Katja Višnar | Nordische Kombination Gašper Berlot Marjan Jelenko Mitja Oranič | Skispringen Jernej Damjan Robert Hrgota Barbara Klinec Robert Kranjec Eva Logar Mitja Mežnar Manja Pograjc Špela Rogelj |

## Spanien
| Langlauf Javier Gutierrez Laura Orgué Diego Ruiz Vicenç Vilarrubla |

## Südafrika
| Langlauf Oliver Kraas |

## Südkorea
| Langlauf Lee Chae-won Lee Jun-gil |

## Trinidad und Tobago
| Langlauf Sean Huggins-Chan |

## Tschechien
| Langlauf Lukáš Bauer Silber 15 km Helena Erbenová Martin Jakš Ivana Janečková Martin Koukal Dušan Kožíšek Jiří Magál Klára Moravcová Eva Nývltová Kamila Rajdlová Aleš Razým Eva Skalníková Milan Šperl | Nordische Kombination Pavel Churavý Miroslav Dvořák Martin Skopek Tomáš Slávik Aleš Vodseďálek | Skispringen Natálie Dejmková (DNS) Michaela Doleželová Lukáš Hlava Jakub Janda Roman Koudelka Lucie Míková (DNS) Vladěna Pustková Ondřej Vaculík |

## Türkei
| Langlauf Kelime Çetinkaya Sabahattin Oğlago Ömer Yusufuoğlu |

## Ukraine
| Langlauf Maryna Anzybor Mychajlo Humenjak Kateryna Hryhorenko Wita Jakymtschuk Roman Leybyuk Lada Nesterenko Zoya Obiukh Olexander Puzko Walentyna Schewtschenko Bronze 30 km Vitaliy Shtun | Nordische Kombination Oleksiy Khomin Andriy Parkhomchuk Wolodymyr Tratschuk | Skispringen Wolodymyr Boschtschuk Oleksandr Lasarowytsch Witalij Schumbarez |

## Ungarn
| Langlauf Károly Gombos Mátyás Holló Orsolya Marosffy Máté Pálfy Agnes Simon Milán Szabó Kitti Szöllősi Imre Tagscherer Zoltán Tagscherer Vera Viczián |

## Venezuela
| Langlauf César Baena |

## Vereinigtes Königreich
| Langlauf Fiona-Elizabeth Hughes Andrew Musgrave Simon James Platt Alexander Standen Andrew Young Sarah Young |

## Vereinigte Staaten
| Langlauf Morgan Arritola Caitlin Compton Chris Cook Kris Freeman Torin Koos Garrott Kuzzy Andrew Newell Kikkan Randall Silber Sprint Morgan Smyth James Southam Elizabeth Stephen Laura Valaas Leif Orin Zimmermann | Nordische Kombination Brett Camerota Eric Camerota Bill Demong Gold Großschanze / 10 km, Bronze Normalschanze / 10 km Todd Lodwick Gold Massenstart, Gold Normalschanze / 10 km Johnny Spillane | Skispringen Jessica Jerome Alissa Johnson Anders Johnson Nicholas Fairall Sarah Hendrickson Lindsey Van Gold Normalschanze |

## Belarus
| Langlauf Sjarhej Dalidowitsch Nastassja Dubaresawa Leanid Karnijenka Sergej Kuzmenko Aljaksandr Lasutkin Wiktoryia Lapazina Kazjaryna Rudakowa Alena Sannikawa Wolha Wassiljonak | Nordische Kombination Iwan Sobolew A | Skispringen Iwan Sobolew A |

A In beiden Disziplinen angetreten